# ديف رود
ديف رود (بالإنجليزية: Dave Rohde)‏ هو لاعب كرة قاعدة أمريكي، ولد في 8 مايو 1964 في لوس ألتوس في الولايات المتحدة.

## روابط خارجية
- ديف رود على موقعبيزبول رفرنس.كوم (الدوري الرئيسي) (الإنجليزية)